# Dekorativ kunst
Dekorativ kunst er kunst eller håndværk med det formål at designe og fremstillet genstande, der både er æstetisk kønne og funktionelle. Det inkluderer fremstilling af objekter til interiør i bygninger, indretning, men normalt ikke arkitektur. Keramisk kunst, metalarbejde, møbelkunst, smykkekunst, modedesign go forskellige former for tekstilkunst og glasarbejde er blandt de større underinddelinger.
Brugskunst har et stort overlap med dekorativ kunst, og moderne fremstilling af brugskunst kaldes normalt blot for design. Dekorativ kunst bliver ofte kategoriseret til forskel fra fra "skønne kunster", særligt maleri, tegning, fotografi og store skulpture, der generelt udelukkende bliver fremstillet for deres æstetisk kvalitet og mulighed for at stimulere intellektet..
| Kunst | Spire Denne artikel om kunst er en spire som bør udbygges. Du er velkommen til at hjælpe Wikipedia ved at udvide den. |